# Säkerhetsventil

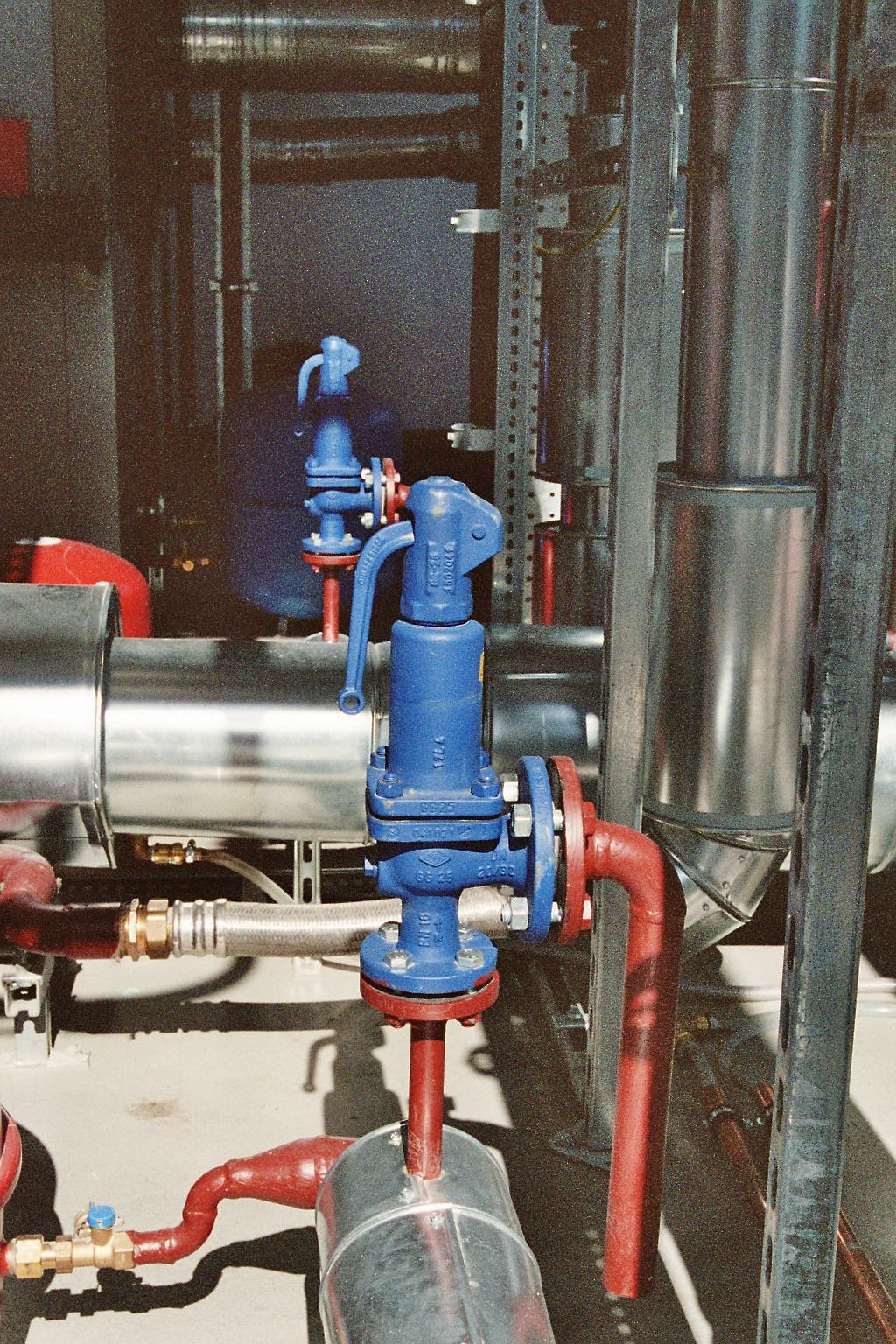
En fjäderbelastad säkerhetsventil i ett kraftverk.

En säkerhetsventil är en ventil med en fjäder. Om trycket når det ventilen konstruerats för, eller ställts in på, så öppnas ventilen och släpper ut övertrycket.

## Säkerhetsventiler för VVS
Inom VVS finns det 2 olika säkerhetsventiler, en för värmesystem och en för dricksvatten. Ventilen avsedd för värmesystem är oftast på 1,5 bar och den för dricksvatten på 9 bar.